# Де-Воллан, Григорий Александрович
Григорий Александрович Де-Воллан (20 февраля [4 марта] 1847, Санкт-Петербург — 28 апреля [11 мая] 1916, Ялта, Таврическая губерния) — прозаик, публицист, мемуарист; дипломат, действительный статский советник.

## Биография
Из родовитой семьи. Дед по отцу, Франц-Павел Павлович Де-Воллан — брабантский дворянин, инженер-майор русской армии (c 1787), главноуправляющий путей сообщения (с 1812). 
Отец — Александр Францевич де Воллан (1807—1871). Окончил Царскосельский лицей (1826).
Мать — Елизавета Григорьевна Де Волан (урожд.Иловайская; 1825—1858), внучка Д.И. Иловайского, дочь Г.Д. Иловайского, сестра И.Г. Иловайского.
Младшая сестра — Ольга Александровна (1850—1927, похоронена рядом с отцом), оперная певица (пела в Мариинском театре), общественная деятельница, создательница и председатель «Правления Валдайского общества для пособия недостаточным учащимся с городских училищах». Её муж — Александр Фаддеевич Кршивицкий (1842—1913), статский советник, брат К.Ф.Кршивицкого и Н.Ф.Кршивицкого.
После смерти матери воспитывался в пансионах Пернера при 2-й Санкт-Петербургской гимназии и Гофмана в Гейдельберге. С юности много путешествовал по Европе. В 1864 поступил на юридический факультет Московского университета, изучал философию, санскрит, постановку народного образования в России, участвовал в полулегальном студенческом обществе, имевшем целью просвещение рабочих. Близко сойдясь с лингвистом В. Ф. Миллером, заинтересовался русским фольклором и судьбами славянства. В 1867 учился в Лейпцигском университете. Кандидат права Новороссийского университета (1869).
С 1873 года на службе в Министерстве иностранных дел. В 1873—1874 гг. — секретарь русского консульства в Пеште. Кроме дипломатической работы занимался изучением положения славян в Венгрии, покупал книги для славянских библиотек, составил сборник угорских русских народных песен и этнографическую карту Венгрии. 
С середины 1870-х годов — член петербургского отделения Славянского комитета. Осенью 1876 года поступил добровольцем в армию генерала М. Г. Черняева. По возвращении в Россию в декабре 1876 года выступил с речью на заседании Славянского комитета, которая была опубликована в журналах и нашла широкий отклик в Сербии. При этом его самовольная поездка в Сербию вызвала неодобрение у руководства МИДа. Однако Г.А. Де-Воллан продолжает активно защищать интересы славянского населения Европы. В 1877 году он публикует статьи «Сербский вопрос перед судом русского общества» и «Мадьяры и национальная борьба в Венгрии» (обе в Санкт-Петербурге). В 1878 году в Москве издан его исторический очерк «Угорская Русь». 
В феврале 1878 года И.С.Аксаков, председатель Московского славянского благотворительного комитета, обратился с просьбой к Григорию Александровичу поехать в Черногорию уполномоченным от комитета для раздачи пособий и вещей жителям, пострадавшим от войны.
Общественная деятельность Григория Александровича получила оценку: в 1879 году Сербия наградила его орденом Такова IV степени и медалью за храбрость. 
В 1880 году Совет Русского географического общества утвердил Григория Де-Воллана действительным членом общества по отделению этнографии.
В 1883 году он возглавил отдел печати Азиатского департамента МИД. С 1886 года — консул в Хакодате (Япония). Секретарь миссии в Токио (1894—1896), первый секретарь миссии в Вашингтоне (1896—1902), поверенный в делах (1902—1906). Действительный статский советник (1903). Чрезвычайный посланник и полномочный министр в Мексике (1906—1910). 
Вышел в отставку по состоянию здоровья (1910). После своей отставки Г. Де Воллан проживал в Санкт-Петербурге, последние три года — в Ялте по адресу ул. Воронцовская, 26 (дом сохранился, в настоящее время там находится сейсмическая станция «Ялта»). Умер в Ялте в 1916 году.
Являлся автором нескольких романов, брошюр о славянском вопросе, мемуарных «Очерков прошлого» (1914—1916), путевых заметок об Испании, Египте, Индии, странах Юго-Восточной Азии «По белу свету» (1890—1894), очерков о Японии «В стране восходящего солнца» (1903) и США «В стране миллиардов и демократии» (1907). В Камбодже он составил собственную подробную карту Ангкор-Вата и сделал множество заметок о повседневной жизни камбоджийцев.
Жена — Елена Владимировна, урожд. Тиздель.

## Награды
- Орден Святого Станислава II степени (1885)
- Орден Святой Анны II степени (1895)
- Орден Святого Владимира IV степени (1898)
- Орден Святого Владимира III степени (1906)
- Святого Станислава I степени (1909)

- Орден Льва и Солнца V степени (Персия, 1873)
- Орден Такова IV степени (Сербия, 1879)
- Орден Восходящего солнца IV степени (Япония, 1891)
- Орден Камбоджи II степени (Франция, 1892)
- Орден Священного сокровища III степени (Япония, 1896)
- Орден Двойного дракона III класса II степени (Китай, 1897)
- Орден Освободителя Симона Боливара III степени (Венесуэла, 1902).